# Hey now hey (the other side of the sky)
Hey now hey (the other side of the sky es un álbum de Aretha Franklin editado en 1973 en el sello Atlantic.
Está coproducido por la propia Aretha y Quincy Jones. Contiene el hit "Angel" compuesto por Carolyn Franklin, así como versiones de otros autores; como "Somewhere" de Leonard Bernstein, del musical West Side Story, donde al igual que en "So Swell When You're Well", Aretha toca ella misma el piano. Entre los créditos aparecen músicos como Billy Preston, Phil Woods (saxo alto) y Joe Farrel (saxo tenor). El último sencillo del disco, "Master Of Eyes (The Deepness Of Your Eyes)", le valió un Grammy.

## Lista de canciones
1. Hey Now Hey (The Other Side Of The Sky) - 4:45
2. Somewhere - 6:20
3. So Swell When You're Well - 4:20
4. Angel - 4:30
5. Sister From Texas - 3:14
6. Mister Spain - 6:50
7. That's The Way I Feel About Cha - 7:10
8. Moody's Mood - 3:01
9. Just Right Tonight - 7:44
10. Master Of Eyes (The Deepness Of Your Eyes) - 3:25

- Datos: Q3785429